# Geranium brasiliense
Geranium brasiliense är en näveväxtart som beskrevs av Progel in Mart.. Geranium brasiliense ingår i släktet nävor, och familjen näveväxter. Inga underarter finns listade i Catalogue of Life.